# Le Petit Monde du Père Gédéon
La Famille Plouffe
Le Petit Monde du Père Gédéon est une série télévisée québécoise en six épisodes de 50 minutes en noir et blanc scénarisée par Roger Lemelin et diffusée entre le 25 octobre 1962 et le 6 juin 1963 à la Télévision de Radio-Canada.

## Fiche technique
- Scénario : Roger Lemelin
- Réalisation : Claude Désorcy
- Société de production : Société Radio-Canada

## Distribution
- Doris Lussier : Père Gédéon Plouffe
- Henri Poitras : Pantaléon Veilleux
- Juliette Pétrie : Amélie Plouffe
- Jean Coutu : Aimé «Ti-Mé» Plouffe
- Jean Duceppe : Stan Labrie
- Guy Provost : Père Alexandre Plouffe
- Béatrice Picard : Ramona Plouffe
- Amanda Alarie : Joséphine Plouffe
- Rolland Bédard : Onésime Ménard
- Paul Guèvremont : Théophile Plouffe
- Julien Lippé : Narcisse Vallerand
- Janine Mignolet : Rita Toulouse
- Pierre Valcour : Guillaume Plouffe
- Nana de Varennes : Démerise Plouffe
- Roland Chenail : M. Chevalier
- Dominique Michel : Thérèse